# Autonomous Rail Rapid Transit
ART of Autonomous Rail Rapid Transit (Chinees: 智能轨道快运系统/智轨) is een lange gelede bus met optische geleiding en batterij-elektrische aandrijving, voor personenvervoer in de stad, een vorm van HOV. Ontwikkeld door CRRC werd het model in 2017 onthuld in Zhuzhou in de provincie Hunan.
Het product wordt beschreven als een kruising tussen een bus en een tram, een "spoorloze tram". Het uiterlijk, samengesteld uit 3 tot 5 segmenten, lijkt op een bandentram, Ondanks het misleidende woord "rail" in de Engelse benaming, is het in essentie een bus en dus niet gebonden aan een vast spoor.
Hoewel het systeem in het Engels als "autonoom" wordt bestempeld, hebben de tot nu toe geproduceerde modellen allemaal een bestuurdersplaats met een stuur en hebben de systemen die in gebruik zijn allemaal een bestuurder. 
De ART wordt aangedreven door lithium-titanaatbatterijen en kan een afstand van 40 km afleggen als hij volledig geladen is. De batterijen kunnen worden opgeladen via stroomafnemers op stations. De oplaadtijd is 30 seconden voor 3 tot 5 km, en 10 minuten voor 25 km.

## Voordelen en beperkingen
De ART is een vorm van hoogwaardig openbaar vervoer in de stad op lijnen waar genoeg potentieel is om te investeren in vrije busbanen, maar niet genoeg om tramspoor of metro aan te leggen. De maximumsnelheid van 70 km/u is geschikt voor vervoer in stedelijke gebieden.
Een academische beoordeling uit 2018 zei dat "spoorloze trams" - zoals ART - waarschijnlijk zowel lightrail als bus rapid transit zullen vervangen vanwege hun vermogen om de beste eigenschappen van elk na te bootsen (lage kosten en installatiegemak van bus, lage emissie en hoge capaciteit van spoor) en tegelijkertijd hun respectievelijke gebreken (vervuiling en geluid van bus, hoge installatiekosten en verstoring tijdens de bouw van sporen) te vermijden.
Ondanks deze schijnbare voordelen zijn er vanaf juli 2021 nog maar een beperkt aantal geplande systemen. Mogelijke redenen zijn:
- Het systeem is niet autonoom

- Het systeem is niet gebaseerd op het spoor en heeft daarom de rijeigenschappen van een bus

- Zonder vrije busbanen kan Het voertuig vast komen te zitten in het wegverkeer, en is dan geen snelvervoer.

- Als een " gadgetbahn" kunnen de voertuigen niet via een echte competitieve aanbesteding worden gekocht.

Het ontbreken van een vast spoor maakt flexibel werken mogelijk op basis van de verkeersomstandigheden, bijvoorbeeld voor omleidingen. Het voertuiggebaseerde systeem werkt samen met een intelligente signaalcommunicatiefunctie die voorrang bij verkeerslichten mogelijk maakt. Het ontbreken van rails zorgt voor lage bouw- en onderhoudskosten. Het gebruik van snellaadbatterijen vermindert de noodzaak van bovenleidingen op de route tussen de stations en produceert geen uitlaatgassen in stedelijke gebieden.
Een belangrijk voordeel is het lagere slagpad in bochten, waardoor er minder vrije ruimte nodig is, dankzij de meerassige hydraulische stuurtechnologie en de draaistelachtige wielopstelling. De minimale draaicirkel van 15 m is vergelijkbaar met bussen.
Aangezien de ART een geleide bus is, zullen sporen en putten in het wegdek worden uitgesleten door de nauwkeurige uitlijning van de wielen. Versterking van de rijbaan om dit te voorkomen, kan net zo storend zijn als het aanleggen van tramrails.
De geschiktheid van het systeem voor het winterklimaat is overwogen, maar nog niet bewezen op ijs en sneeuw.
De hogere rolweerstand van rubber vereist meer energie voor de voortbeweging dan spoor.
De mogelijkheid om een andere voertuig dat aan een halte stopt in te halen, maakt expresdiensten mogelijk, zoals in sommige snelle bussystemen.
Een paar verlaten voorstellen voor lightraillijnen zijn nieuw leven ingeblazen als ART-voorstel vanwege de lagere verwachte kosten. Een ander rapport - van de Australian Railways Association die lightrail steunt - zei echter dat er betrouwbaarheidsproblemen waren met ART-installaties, wat impliceert dat de aanvankelijk gesuggereerde besparingen op de kapitaalkosten een valse besparing waren.
De regering van New South Wales heeft het systeem overwogen als een alternatief voor lightrail voor een lijn om Sydney Olympic Park met Parramatta te verbinden. Er werd echter bezorgdheid geuit over het feit dat er maar één leverancier was voor de technologie en ook de ontwikkeling van "lange gelede bussen" bevond zich "te veel in de voorbereidende fase" om de projectdeadlines te halen. In plaats daarvan worden rails aangelegd, de Parramatta Light Rail. Desondanks zijn er nog steeds voorstellen om de technologie elders in Sydney en Australië toe te passen.
De Auckland Light Rail Group ontdekte in haar onderzoek dat ART een lagere capaciteit zou hebben dan werd beweerd. De officiële specificaties voor de ART gaan uit van een staande dichtheid van 8 passagiers per vierkante meter, terwijl veel westerse transitsystemen uitgaan van een typische staande dichtheid van 4 passagiers per vierkante meter. Op basis hiervan zou de 32 meter lange ART realistischer een capaciteit hebben van 170 passagiers, in plaats van de geclaimde 307.

## Lijst van operationele lijnen
| Lijn A1                | Zhuzhou-ART           | Zhuzhou  | 3,6 km                      | 4                 | 2018-05-18 |
| Lijn A2                | Zhuzhou ART           | Zhuzhou  | 7,1 km                      | 7 + 1 (tijdelijk) | 2021-03-30 |
| Lijn T1                | Yibin ART             | Yibin    | 17,7 km                     | 16                | 2019-12-05 |
| Lijnen in proefbedrijf |                       |          |                             |                   |            |
| SRT lijn 1             | Yancheng District SRT | Yancheng | 13 km                       | 17                | 2021-04-16 |
| onbekend               | Yongxiu-ART           | Yongxiu  | 5 km (totaal gepland 16 km) | 4                 | 2019-03-20 |